# Eutrichosiphum raychaudhurii
Eutrichosiphum raychaudhurii är en insektsart. Eutrichosiphum raychaudhurii ingår i släktet Eutrichosiphum och familjen långrörsbladlöss. Inga underarter finns listade i Catalogue of Life.